# Carlos Drummond de Andrade
Carlos Drummond de Andrade, född 31 oktober 1902, död 17 augusti 1987, var en av Brasiliens stora moderna poeter.

## Biografi
Carlos Drummond de Andrade föddes i Itabira. Fadern var godsägare och modern av skotskt ursprung. Drummond blev från 1920-talet en av förgrundsgestalterna inom den modernistiska litterära strömningen i Brasilien. 
Drummond publicerade 19 diktsamlingar under perioden 1930-1985. Hans lågstämda diktning genomgick flera faser: den socialt engagerade, individualistiska och inåtvända, ljusare period med återblickar till barndomen och slutligen en mörkare period med insikten om miljöproblemen, massmorden på Amazonas indianer, skövlingen av naturtillgångarna och den moderna teknikens hot mot människan.
1993 förärades hans dikt Papel en plats som väggdikt på Middelstegracht 87 i den nederländska staden Leiden.

## Bilder

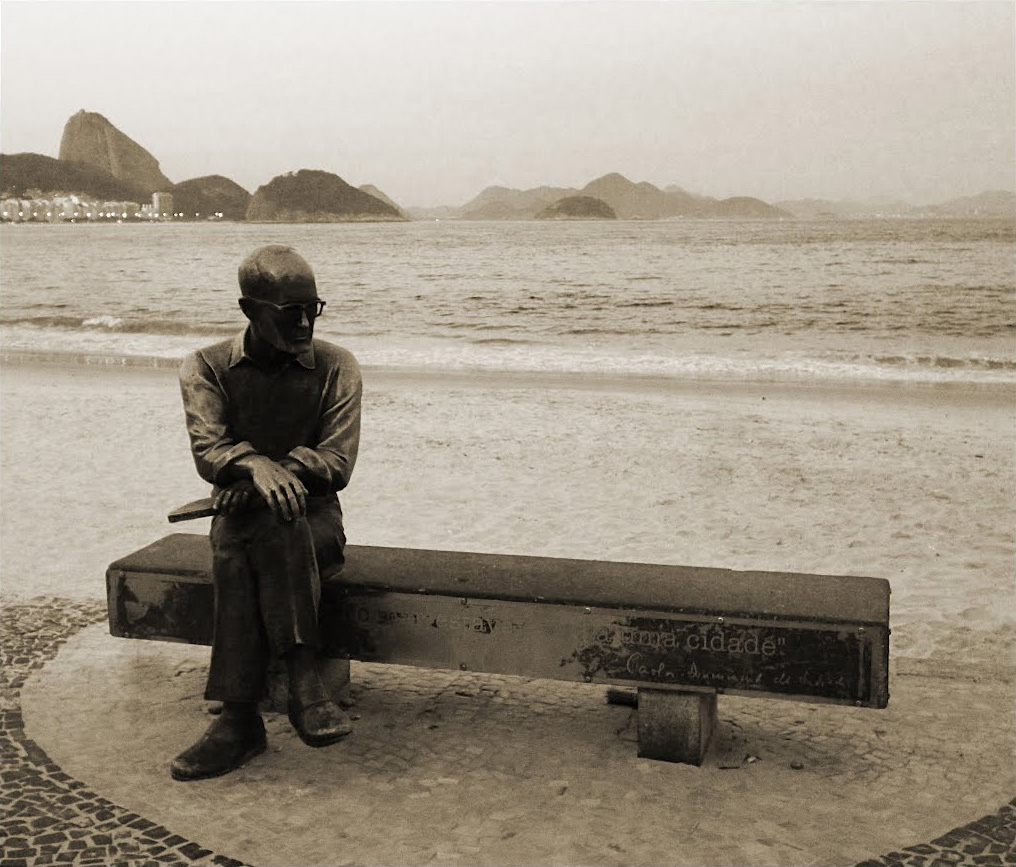
Staty av Drummond de Andrade på Copacabana, Rio de Janeiro
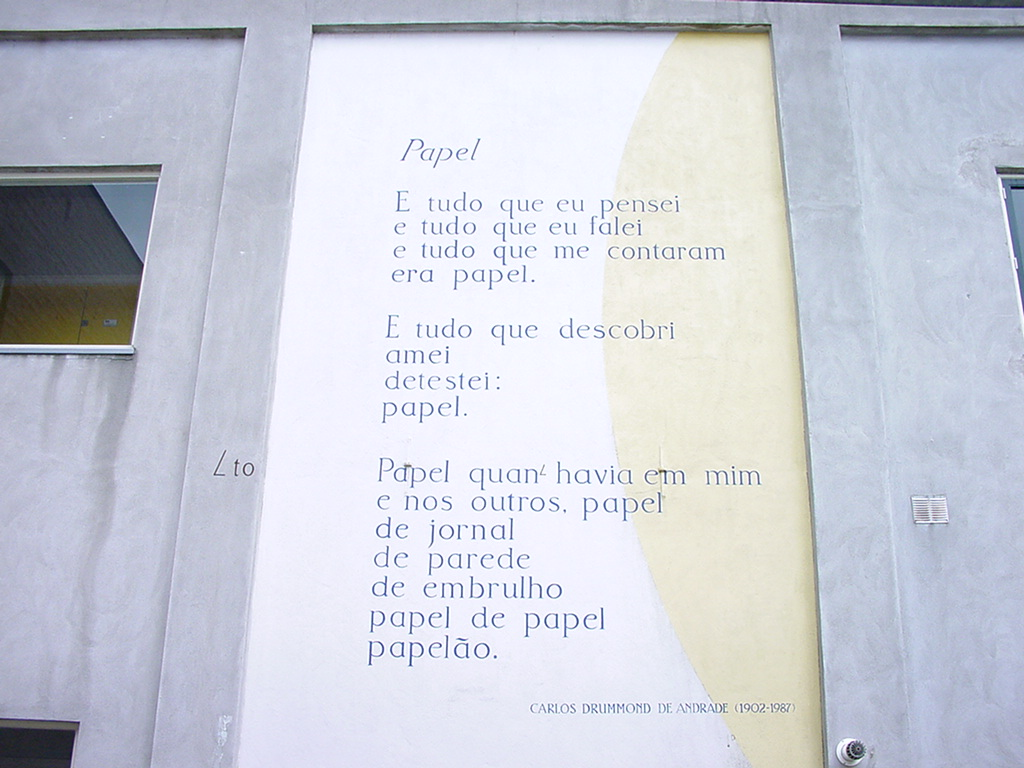
Dikten Papel (’Papper’) på en husvägg i Leiden, Nederländerna
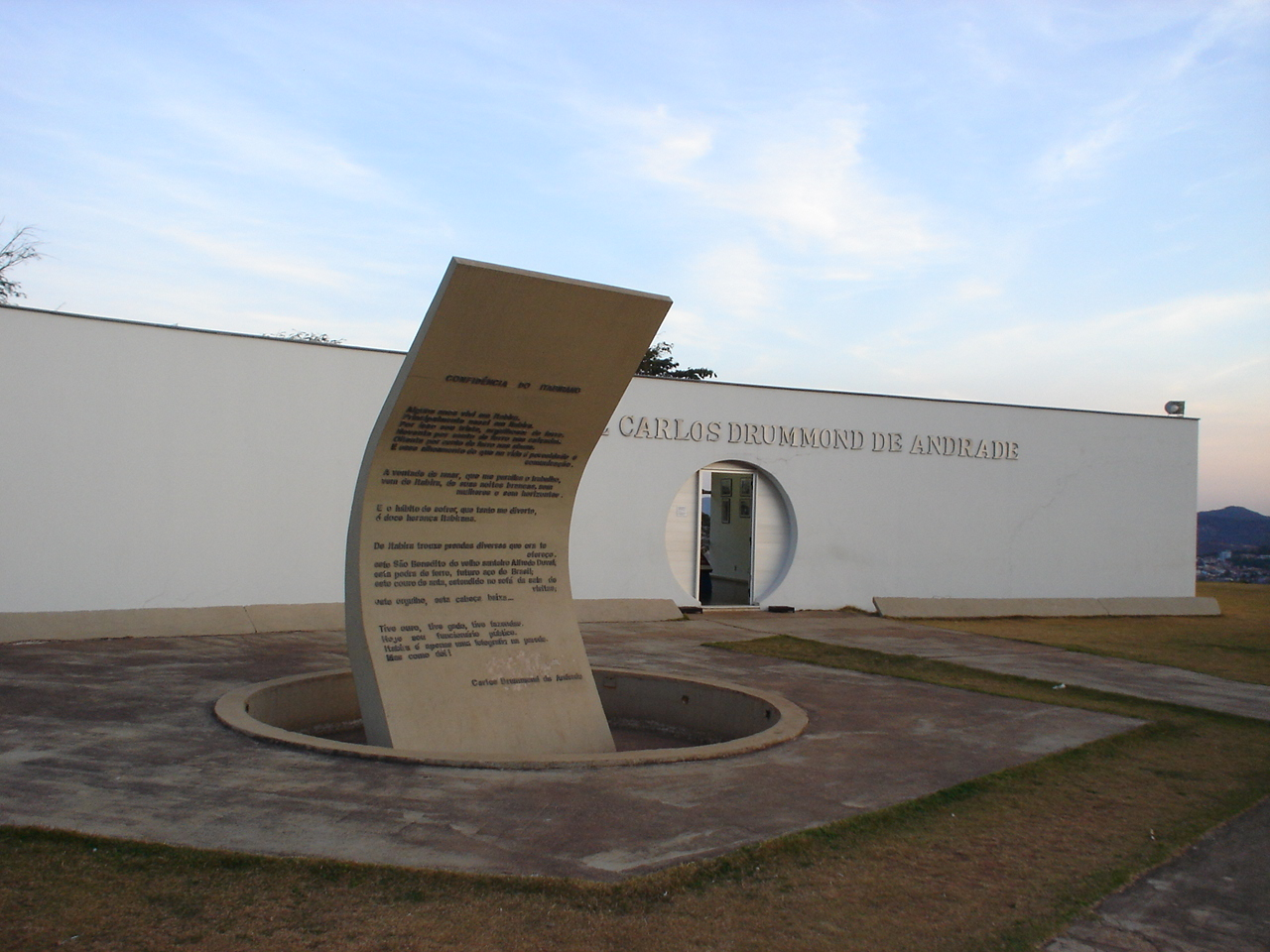
Drummond de Andrade-monumentet i Itabira